# Kubok SSSR 1974
La Kubok SSSR 1974 fu la 33ª edizione del trofeo. Vide la vittoria finale della Dinamo Kiev, giunta al suo quarto titolo.

## Formula
Come nella stagione precedente la coppa fu organizzata su sei turni, tutti con partite di andata e ritorno, tranne la finale che, come da tradizione, fu giocata allo Stadio Centrale Lenin.
Al torneo parteciparono le 20 formazioni di Pervaja Liga 1974 e le 16 formazioni di Vysšaja Liga 1974: le prime entrarono in gioco quasi tutte nel primo turno, tranne sei che furono ammesse direttamente al secondo turno; le seconde partirono direttamente dal secondo turno con l'eccezione della Dinamo Kiev ammessa direttamente ai quarti di finale.
Nelle gare di ritorno, al termine dei tempi regolamentari in caso di parità venivano disputati i supplementari; in caso di ulteriore parità si procedeva a battere i tiri di rigore; valeva in ogni caso la regola dei gol fuori casa

## Primo turno
Le gare di andata furono disputate il 6 marzo 1974, quelle di ritorno il 10 marzo 1974.
| Squadra 1                | Totale      | Squadra 2                | Andata | Ritorno |
| ------------------------ | ----------- | ------------------------ | ------ | ------- |
| Kuzbass Kemerovo         | 4 - 5       | Tavrija                  | 2 - 2  | 2 - 3   |
| Tekstilščik Ivanovo      | 4 - 1       | Zvezda Perm'             | 1 - 1  | 3 - 0   |
| Stroitel' Aşgabat        | 1 - 2       | Spartak Nal'čik          | 0 - 1  | 1 - 1   |
| Kryl'ja Sovetov Kujbyšev | 2 - 1       | Spartak Ordžonikidze     | 2 - 0  | 0 - 1   |
| Uralmaš                  | 1 - 2       | CSKA Pamir               | 0 - 0  | 1 - 2   |
| Kuban'                   | 1 - 3       | Spartak Ivano-Frankivs'k | 0 - 2  | 1 - 1   |
| T'orp'edo Kutaisi        | 2 - 2 (gfc) | Šinnik                   | 0 - 1  | 2 - 1   |

## Secondo turno
Le gare di andata furono disputate il 14 marzo 1974, quelle di ritorno tra il 17 e il 19 marzo 1974.
| Squadra 1           | Totale      | Squadra 2                | Andata | Ritorno     |
| ------------------- | ----------- | ------------------------ | ------ | ----------- |
| Tekstilščik Ivanovo | 0 - 3       | Spartak Mosca            | 0 - 1  | 0 - 2       |
| Zenit Leningrado    | 3 - 0       | Spartak Ivano-Frankivs'k | 2 - 0  | 1 - 0       |
| Dnepr               | 5 - 1       | Kryl'ja Sovetov Kujbyšev | 5 - 0  | 0 - 1       |
| Metalurh Zaporižžja | 0 - 3       | Torpedo Mosca            | 0 - 3  | 0 - 0       |
| Šachtar             | 2 - 1       | Lokomotiv Mosca          | 2 - 1  | 0 - 0       |
| Tavrija             | 2 - 2 (gfc) | Qairat                   | 2 - 1  | 0 - 1       |
| Metallurg Lipeck    | 0 - 1       | Dinamo Mosca             | 0 - 0  | 0 - 1       |
| Šinnik              | 1 - 2       | Ararat                   | 0 - 0  | 1 - 2       |
| Neftçi Baku         | 1 - 5       | Paxtakor                 | 0 - 3  | 1 - 2       |
| CSKA Pamir          | 2 - 4       | Dinamo Tbilisi           | 1 - 1  | 1 - 3       |
| Nistru Kišinëv      | 0 - 3       | Čornomorec'              | 0 - 0  | 0 - 3       |
| Karpaty             | 1 - 2       | SKA Rostov               | 1 - 0  | 0 - 2 (dts) |
| CSKA Mosca          | 2 - 0       | Spartak Nal'čik          | 0 - 0  | 2 - 0       |
| Dinamo Minsk        | 3 - 3 (gfc) | Zorja                    | 1 - 3  | 2 - 0       |

## Ottavi di finale
Le gare di andata furono disputate il 6 aprile 1974, quelle di ritorno il 27 maggio 1974.
| Squadra 1     | Totale          | Squadra 2        | Andata | Ritorno     |
| ------------- | --------------- | ---------------- | ------ | ----------- |
| Dinamo Mosca  | 5 - 2           | Zenit Leningrado | 3 - 1  | 2 - 1       |
| Qairat        | 2 - 7           | Zorja            | 2 - 3  | 0 - 4       |
| Šachtar       | 4 - 0           | SKA Rostov       | 2 - 0  | 2 - 0       |
| Ararat        | 3 - 1           | Neftçi Baku      | 2 - 0  | 1 - 1       |
| Čornomorec'   | 1 - 4           | Dinamo Tbilisi   | 0 - 2  | 1 - 2       |
| Spartak Mosca | 0 - 0 (7-6 dcr) | Torpedo Mosca    | 0 - 0  | 0 - 0 (dts) |
| Dnepr         | 2 - 1           | CSKA Mosca       | 1 - 0  | 1 - 1       |

## Quarti di finale
Le gare di andata furono disputate il 15 giugno 1974, quelle di ritorno il 21 giugno 1974.
| Squadra 1      | Totale      | Squadra 2    | Andata | Ritorno     |
| -------------- | ----------- | ------------ | ------ | ----------- |
| Ararat         | 2 - 4       | Šachtar      | 2 - 1  | 0 - 3       |
| Spartak Mosca  | 0 - 1       | Zorja        | 0 - 0  | 0 - 1       |
| Dinamo Tbilisi | 3 - 3 (gfc) | Dinamo Mosca | 2 - 0  | 1 - 3 (dts) |
| Dnepr          | 3 - 5       | Dinamo Kiev  | 2 - 3  | 1 - 2       |

## Semifinali
Le gare di andata furono disputate il 28 giugno 1974, quelle di ritorno il 5 luglio 1974.
| Squadra 1   | Totale      | Squadra 2      | Andata | Ritorno |
| ----------- | ----------- | -------------- | ------ | ------- |
| Zorja       | 4 - 4 (gfc) | Šachtar        | 2 - 1  | 2 - 3   |
| Dinamo Kiev | 1 - 0       | Dinamo Tbilisi | 1 - 0  | 0 - 0   |

## Finale
| Mosca 10 agosto 1974, ore ?:?                                             | Dinamo Kiev | 3 – 0 (d.t.s.) referto | Zarja | Stadio Centrale Lenin (55000 spett.) |
| \| \| \| \| \| Muntjan 92’ Blochin 102’ Onyščenko 118’ \| Marcatori \| \| |             |                        |       |                                      |
|                                                                           |             |                        |       |                                      |
| Muntjan 92’ Blochin 102’ Onyščenko 118’                                   | Marcatori   |                        |       |                                      |